# Omar Bertazzo
Omar Bertazzo (Este, 7 januari 1989) is een Italiaans wielrenner en baanwielrenner. Bertazzo komt vanaf 2011 uit voor de wielerploeg Androni Giocattoli.

## Belangrijkste resultaten
2008
- Europees Kampioenschap baanwielrennen ploegenachtervolging (met Davide Cimolai, Marco Coledan en Elia Viviani)

2010
- Europees Kampioenschap baanwielrennen puntenkoers

2011
- OCBC Criterium Singapore
- Italiaans kampioen ploegenachtervolging (met Alessandro De Marchi, Giairo Ermeti en Filippo Fortin)

2013
- 8e etappe Ronde van Oostenrijk

## Resultaten in voornaamste wedstrijden
| Jaar | Milaan-San Remo | Amstel Gold Race | Luik-Bast.‑Luik | Ronde van Lombardije |
| ---- | --------------- | ---------------- | --------------- | -------------------- |
| 2011 |                 |                  |                 | opgave               |
| 2012 |                 |                  |                 |                      |
| 2013 |                 |                  |                 |                      |
| 2014 | opgave          | opgave           | opgave          |                      |